# 越南數棋
越南數棋，是越南人Vũ Văn Bảy於2007年推出，類似數棋的兩人對弈棋類。

## 棋具
- 棋盤為縱九豎十一的方格棋盤。

- 雙方棋子各编有零到十的整數數字，每方十枚，以顏色區分敵我。

## 規則
- 初始布置，除零放在己方第二橫列最中間格外，其餘棋子依小到大放於從左至右的底橫列。
- 每回合玩家移動一枚除零以外的己棋，可選下列兩種行動之一：
  - 空移：朝八方之一，移至空位，可移動極限的格數為該棋子數字，中途不得有子。
  - 砲吃：類似中國象棋的炮，朝八方之一，跳過一枚鄰位的己棋落到同方向、距離該被跳己棋正好N格的敵棋，中途不得有其他子，並將該敵棋移除遊戲不再使用。N須為自然整數，等於:
    - 行動棋子數字乘以被跳己棋數字，其積的尾數。
    - 行動棋子數字加以被跳己棋數字，其和的尾數。
    - 行動棋子數字除以被跳己棋數字，其自然數的餘數、或商。
    - 行動棋子數字減以被跳己棋數字，其差。
- 零不能行動。
- 以消滅敵棋零為勝[4]。

## 外部連結
- 實戰棋譜 （页面存档备份，存于）